# Aoplus pseudovelox
Aoplus pseudovelox är en stekelart som beskrevs av Heinrich 1961. Aoplus pseudovelox ingår i släktet Aoplus och familjen brokparasitsteklar. Inga underarter finns listade i Catalogue of Life.